# Couvent-forteresse de Gardeny
Le couvent-forteresse de Gardeny est une forteresse de l'ordre du Temple située à Lérida dans la communauté autonome de Catalogne, en Espagne.

## Géographie
La chapelle a un chevet polygonal. Elle est décorée de plusieurs peintures géométriques. Une chapelle latérale présente les douze apôtres et la voûte de la nef est étoilée.

## Histoire
Cette forteresse a appartenu à l'ordre du Temple dans le cadre de la Reconquista. Les Templiers de Gardeny s'occupaient de l'élevage de chevaux.

## État de conservation
Durant la deuxième moitié du XIIe siècle, l'ordre du Temple a bâti un complexe conventuel sur le plateau stratégique de Gardeny. Le monticule, qui avait déjà été utilisé comme base pour des opérations militaires[réf. nécessaire], reçut la visite de brillants stratèges tels que Jules César lui-même, qui se heurta à deux partisans de Pompée, Afranius et Marcus Petreius, installés à Ilerda en 49 av. J.-C.[réf. nécessaire]
Au cours des XVIIe et XVIIIe siècles, l'ancienne enceinte médiévale fut agrandie et transformée en un nouveau fortin militaire dont la conception correspondrait plus aux nouvelles exigences militaires impliquées par l'introduction de l'artillerie : des murailles flanquées de bastions et entourées d'espaces, de fossés et de murs de soutènement[réf. nécessaire]. L'image actuelle de cet ensemble correspond aux vestiges de ce qui fut une forteresse.